# Пистолет Страдивари
«Пистолет Страдивари» — украинско-российский фильм 2009 года режиссёра Алексея Луканева.

## Сюжет
Одесса. Местный олигарх Богдан Марфела, чтобы единолично унаследовать миллиарды родственника, решает скомпрометировать жену Елену и получить развод. Марфела заказывает приезжему пареньку Никите Кожемяки соблазнить её. Однако, с лёгкостью изменяющая опостылевшему мужу Елена, прознав о наследстве, заказывает Никите мужа… узнав о таком коварстве Марфела «перебивает» цену. Но Никита вовсе не тот, за кого его принимает эта парочка…

## В ролях
- Алексей Горбунов — Богдан Марфела
- Екатерина Маликова — Елена, его жена
- Артём Осипов — Никита Кожемяка
- Евгения Трофимова — Марта, его подруга
- Эммануил Виторган — его отец
- Александра Назарова — Элла Аскольдовна
- Константин Крюков — адвокат
- Григорий Сиятвинда — Вовик
- Георгий Поволоцкий — Блэк
- и другие

## Саундтрек
Специально для фильма была создана песня «Летим» (муз. А. Айги, слова — А. Айги, А. Шевко-Лейк), исполняет Ольга Рождественская.

## Фестивали и награды
- Одесский международный кинофестиваль (2010) — фильм участвовал в конкурсной программе, будучи единственным формально украинским фильмом, но не взял ни одного приза:

Сказать, что украинский фильм на порядок слабее остальных конкурсных лент, — значит не сказать ничего. Единственное, что оправдывает присутствие в фестивальной программе этой не самой смешной авантюрной комедии с невнятными и нелогичными сюжетными ходами, так это натурные съемки одесских улиц.— журнал «Фокус», 2010 год